# Santa Cecília (Santa Catarina)
Pour les articles homonymes, voir Santa Cecília.
Santa Cecília est une ville brésilienne de l'intérieur de l'État de Santa Catarina.

## Géographie
Santa Cecília se situe par une latitude de 26° 57′ 39″ sud et par une longitude de 50° 25′ 37″ ouest, à une altitude de 1 100 mètres.
Sa population était de 15 740 habitants au recensement de 2010. La municipalité s'étend sur 1 145 km2.
Elle fait partie de la microrégion de Curitibanos, dans la mésoregion Serrana de Santa Catarina.

## Administration

### Liste des maires
Depuis son émancipation de la municipalité de Curitibanos en 1958, Santa Cecília a successivement été dirigée par :
- Oréstio José de Souza - 1959 à 1964
- José Carlos de Medeiros – 1964 à 1968
- Oréstio José de Souza – 1968 à 1973
- Adolfo Correia da Silva – 1973 à 1977
- Gilberto Grochowiski – 1977 à 1983
- Walmor Adelmo Ely – 1983 à 1988
- Neir Orlei Rocker – 1989 à 1992
- Gilberto Carvalho – 1993 à 1996
- Antonio Cezar Camargo Gambá – 1997 à 2000
- Gilberto Carvalho - 2001 à 2004
- João Rodoger de Medeiros - 2005 à aujourd'hui

### Divisions administratives
La municipalité est constituée d'un seul district, siège du pouvoir municipal.

## Villes voisines
Santa Cecília est voisine des municipalités (municípios) suivantes :
- Ponte Alta do Norte
- Curitibanos
- Lebon Régis
- Timbó Grande
- Major Vieira
- Monte Castelo
- Rio do Campo
- Taió
- Mirim Doce